# Тур А407
Тур-А407 — автобус середнього класу, призначений для перевезення пасажирів на міських, приміських та міжміських комерційних маршрутах. Автобус випускається на заводі ВАТ «Укравтобуспром» у Львові (колишнім Головним союзним конструкторським бюро по автобусах — ГСКБ) з 2012 року. В основі А407 лежить німецьке шасі Mercedes-Benz Vario, а кузов розроблений інженерами ВАТ «Укравтобуспром». Автобус є, по суті, варіантом Варіо з новим каркасним кузовом більшої місткості, оптимізованим для умов експлуатації країн СНД.
Автобус дуже подібний на Стрий Авто А07563. Всього виготовили 45 автобусів Тур-А407.

## Опис
Тур А407 розрахований на 40 місць: 33 сидячих і 7 стоять. Оснащений двома дверима, які залежно від виконання можуть бути як механічними, так і пневматичними пантографного типу. Обсяг багажних відсіків становить 4 м³.
У конструкції кузова застосований ряд цікавих рішень для збільшення його довговічності і захисту від корозії. Зокрема, вся бічна обшивка виконана з алюмінієвого композиту. Порожнини, які потенційно схильні до корозії, оброблені спеціальним консервантом, а весь кузов покритий німецьким фосфатується ґрунтом і фарбою. Бічне облицювання, вікна і панелі підлоги з'єднані з каркасом поліуретановими клеями, що забезпечує додаткове зміцнення кузова. Також оригінально вирішена проблема поїдання лобового скла на поганих дорогах: вертикальні стійки виконані здвоєними, що дозволяє зміцнити каркас до такої міри, при якій виключається можливість розтріскування скла.
Автобус будується на яку закупляє з Німеччини шасі Mercedes-Benz Vario з подовженою колісною базою — 4800 мм. Двигун — дизельний OM904 LA (Євро-4) об'ємом 4250 см³ і потужністю 130—180 к. с. залежно від ступеня форсування. Витрата палива в змішаному циклі 13—15 л на 100 км. Коробка передач — механічна, 5-ступенева. Задня підвіска — ресора або пневморесорна. Гальмівна система — з ABS вже в базовій комплектації, так само як і допоміжний моторне гальмо-сповільнювач. Примітно наявність системи курсової стійкості ESP.

## Модифікації
- Тур-А407 — туристичний автобус на 33 сидячих місця (всього виготовлено 15 автобусів).
- Тур-А407 — приміський автобус на 31 сидяче місце і 9 місць стоячих.
- Тур-А4072 — туристичний або приміський автобус, покращена версія Тур-А407, подібна на Стрий Авто А07563-1 (всього виготовлено 20 автобусів).
- Тур-А40791 — туристичний автобус на шасі Mercedes-Benz Vario 815/816/818D (всього виготовлено 1 автобус).
- Тур-А40792 — туристичний автобус на шасі Mercedes-Benz Vario 815/816/818D (всього виготовлено 9 автобусів).
- Тур-А40793 — туристичний автобус на шасі Iveco Daily 70С14/15/16.
- Тур-А40794 — туристичний автобус на шасі Iveco Daily 70С14/15/16.

## Двигуни
| Дизельні |                     |          |          |                                    |                             |
| Модель   | Двигун- код двигуна | Циліндри | Об'єм    | Потужність                         | Крутний момент              |
| Дизельні |                     |          |          |                                    |                             |
| 814D     | OM 904LA            | 4 в ряд  | 4250 см³ | 136 к. с. (100 кВт) при 2200 об/хв | 520 Н·м при 1200—1600 об/хв |
| 815D     | OM 904LA            | 4 в ряд  | 4250 см³ | 150 к. с. (110 кВт) при 2200 об/хв | 580 Н·м при 1200—1600 об/хв |
| 816D     | OM 904LA            | 4 в ряд  | 4250 см³ | 156 к. с. (115 кВт) при 2200 об/хв | 610 Н·м при 1200—1600 об/хв |
| 818D     | OM 904LA            | 4 в ряд  | 4250 см³ | 177 к. с. (130 кВт) при 2200 об/хв | 675 Н·м при 1200—1600 об/хв |